# كريستيان هيرتسوغ
كريستيان هيرتسوغ (بالألمانية: Christiane Herzog)‏ (و. 1936 – 2000 م) هي مُدرسة من ألمانيا ولدت في ميونخ.

## روابط خارجية
- كريستيان هيرتسوغ على موقع IMDb (الإنجليزية)
- كريستيان هيرتسوغ على موقع مونزينجر (الألمانية)